# Бурий альбатрос
Бурий альбатрос (Phoebetria) — рід птахів ряду буревісникоподібних (Procellariiformes). Це рід невеликих альбатросів, що поділяється на два види P. fusca і P. palpebrata. Рід довго вважався окремою родиною від решти альбатросів, та зберігає статус окремого роду, проте, молекулярний аналіз мітохондріальної ДНК показав його родство із родом Thalassarche.